# Denis Sassou Nguesso
Denis Sassou Nguesso (sinh 23 tháng 11 năm 1943) là chính trị gia người Congo, giữ chức Tổng thống nước Cộng hòa Congo từ năm 1997; Ông cũng từng giữ chức Tổng thống nhiệm kỳ từ năm 1979 đến năm 1992. Trong giai đoạn đầu tiên là Tổng thống, ông đứng đầu chế độ độc đảng của Đảng Lao động Congo (PCT) trong 12 năm.

## Tranh cãi
Trong tháng 9 năm 2006, trong cuộc họp Đại hội đồng Liên Hợp Quốc, đoàn tùy tùng Sassou Nguesso, trong đó có một số thành viên của gia đình, chiếm 44 phòng mà tổng cộng trị giá £ 130.000. Gần £ 14.000 tiền dịch vụ phòng tại khách sạn Waldorf Astoria đã được thêm vào hóa đơn của Sassou Nguesso trong thời gian nghỉ năm đêm, bao gồm hai chai Cristal Champagne giá 400 £. Tờ báo Anh The Sunday Times chỉ ra là số tiền này "nhiều hơn so với £ 106.000 nước Anh đã viện trợ nhân đạo cho Cộng hòa Congo trong năm 2006." 
Trong tháng 7 năm 2007, tổ chức phi chính phủ của Anh Global Witness công bố các tài liệu trên trang web của mình cho thấy rằng con trai của Tổng thống, Denis Christel Sassou Nguesso, đã tiêu sài hàng trăm ngàn đô la tiền lấy được từ việc bán dầu của nước này để mua sắm ở Paris và Dubai  Các tài liệu cho thấy, chỉ trong năm 2006, Denis Christel, người đứng đầu của Cotrade - bộ phận tiếp thị (marketing) của công ty dầu nhà nước Congo SNPC - chi 35.000 $ mua hàng từ các nhà thiết kế như Louis Vuitton và Roberto Cavalli. Công ty quản lý tiếng tăm Schillings Solicitors đã cố gắng ngăn chặn các thông tin này, nhưng thất bại.
Vào tháng 10 năm 2021, Denis Sassou N'Guesso được trích dẫn trong vụ bê bối "Pandora Papers". Theo nhóm các nhà báo quốc tế, đó là vào năm 1998, ngay sau khi Denis Sassou N'Guesso trở lại nắm quyền, công ty Đầu tư Liên Châu Phi được cho là đã được đăng ký tại Quần đảo Virgin thuộc Anh, một thiên đường thuế của vùng Caribe. Denis Sassou N'Guesso phủ nhận trong khối đó là tài liệu.